# Platystele posadarum
Platystele posadarum är en orkidéart som beskrevs av Carlyle August Luer och Rodrigo Escobar. Platystele posadarum ingår i släktet Platystele och familjen orkidéer. Inga underarter finns listade i Catalogue of Life.